# Tetramorium viticola
Tetramorium viticola är en myrart som beskrevs av Weber 1943. Tetramorium viticola ingår i släktet Tetramorium och familjen myror. Inga underarter finns listade i Catalogue of Life.

## Bildgalleri

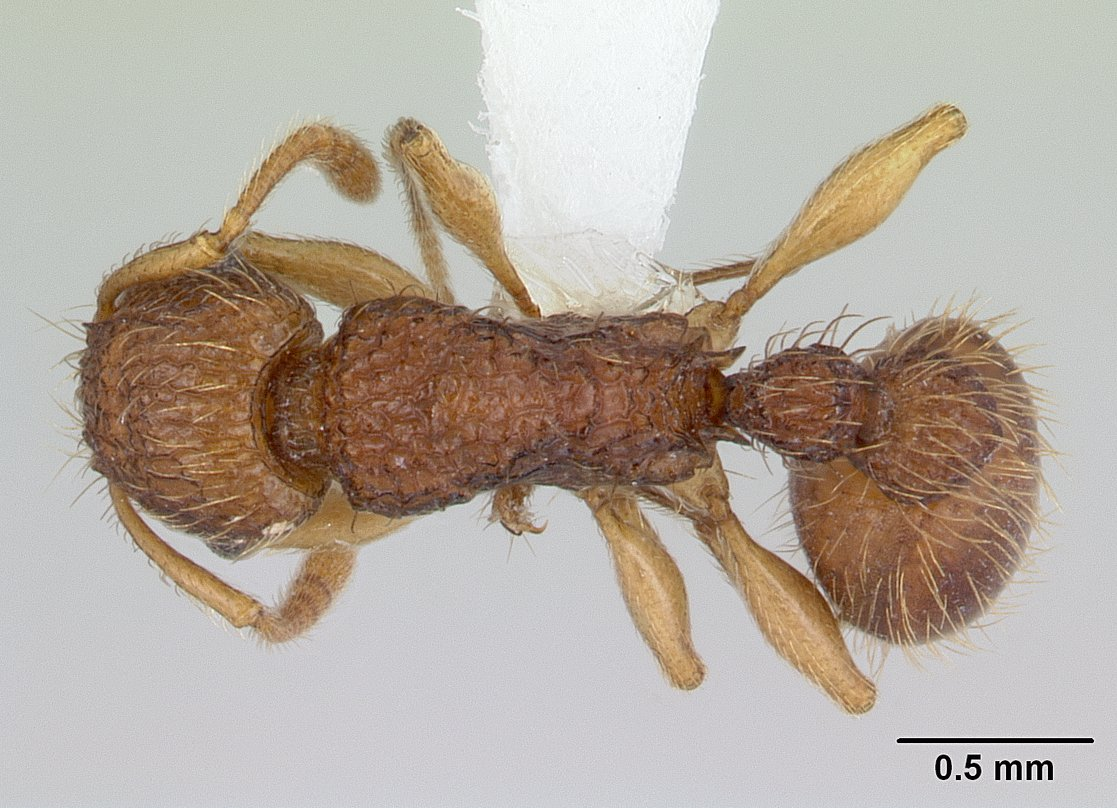
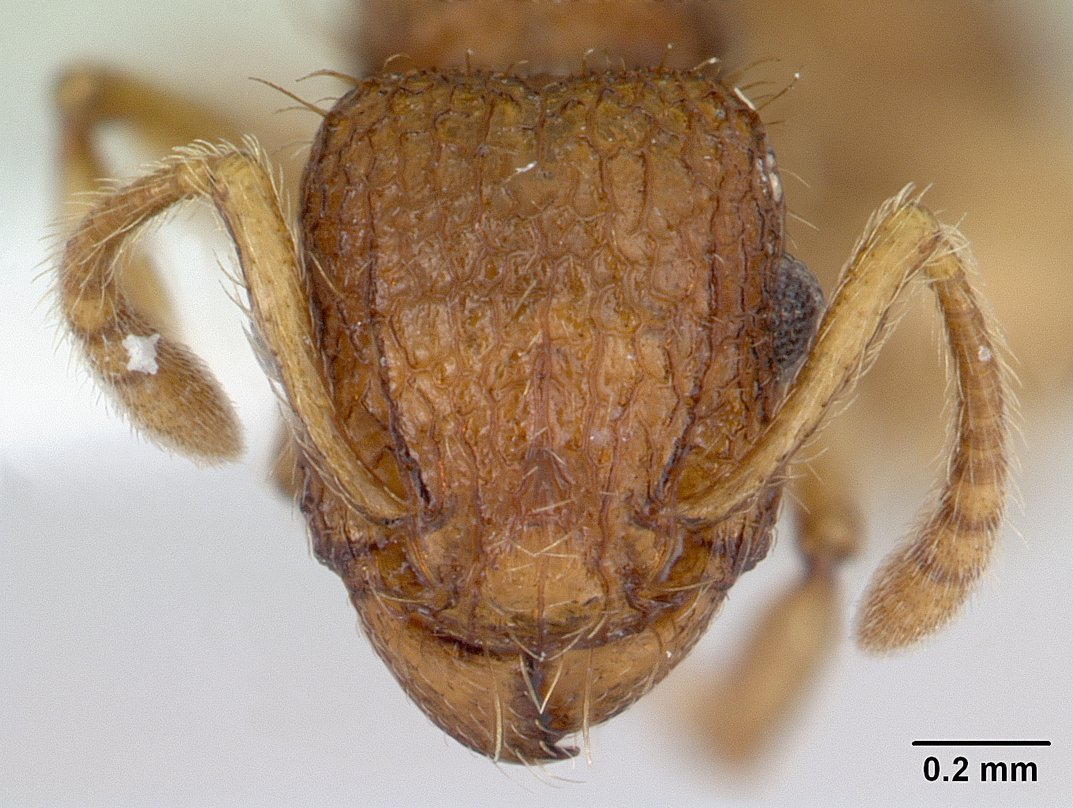
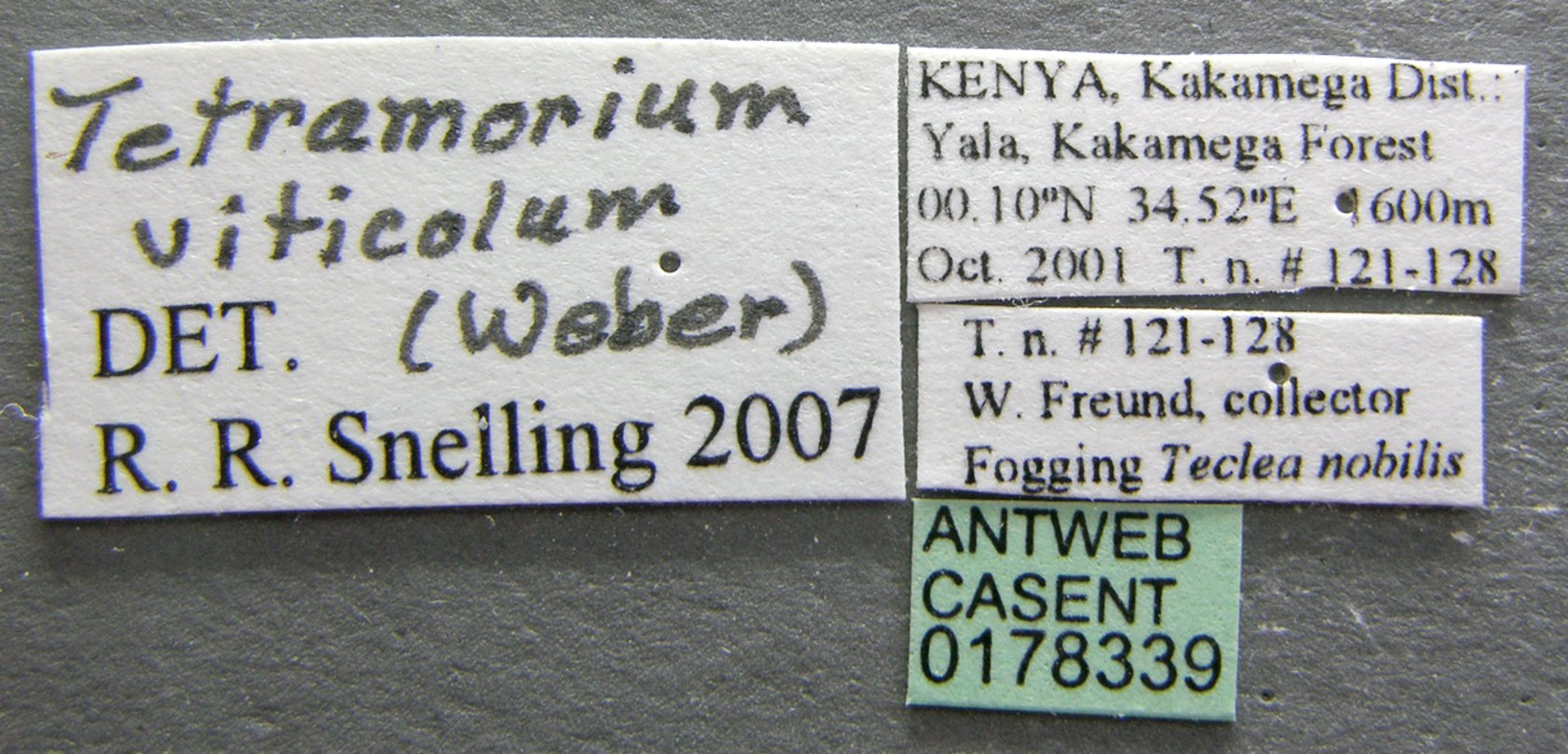
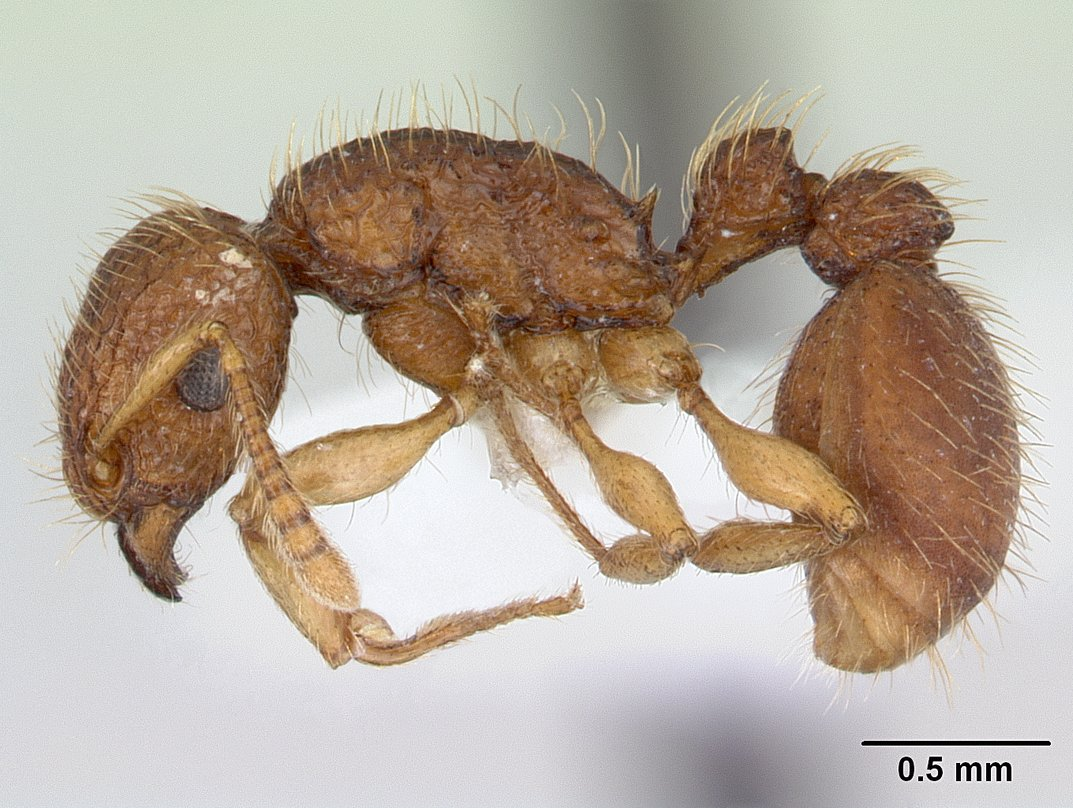